# Михальово (Бокситогорський район Ленінградської області)
Михальово (рос. Михалево) — присілок Бокситогорського району Ленінградської області Росії. Входить до складу Єфімовського міського поселення.
Населення — 12 осіб (2003 рік). 